# Far Forest
Far Forest är en by i Worcestershire i England. Byn är belägen 23,3 km 
från Worcester. Orten har 639 invånare (2016).